# Śluzowce

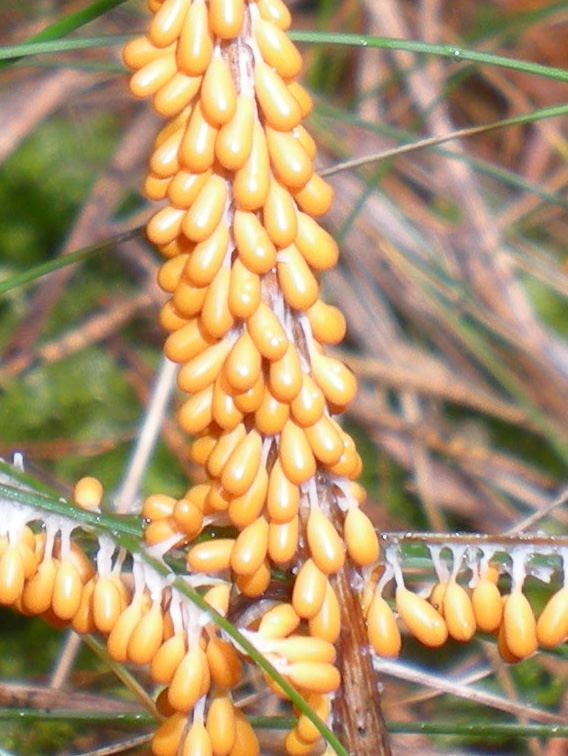
Gładysz kruchy Leocarpus fragilis – dojrzewająca zarodnia

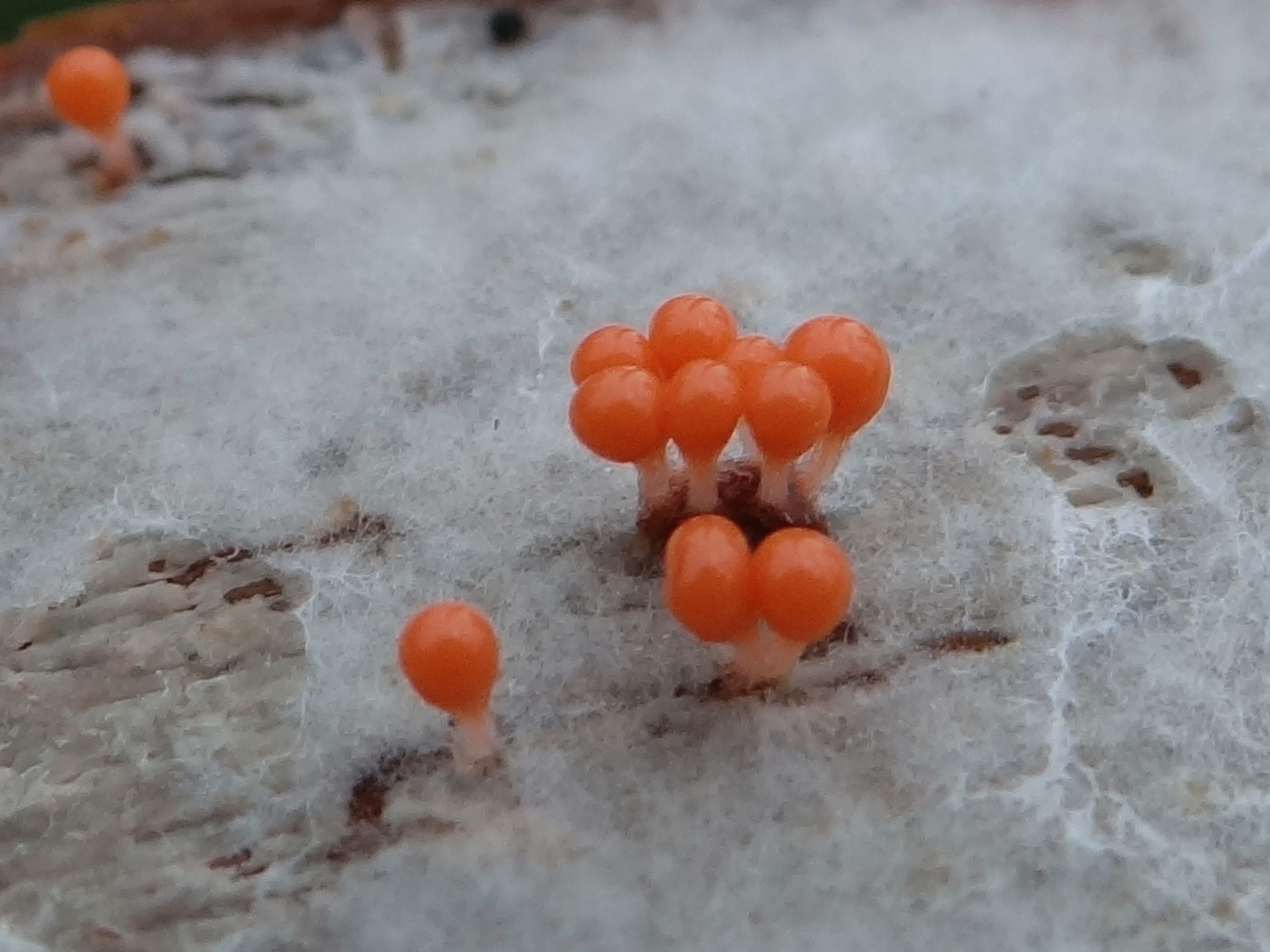
Młode zarodnie u kędziorka mylnego

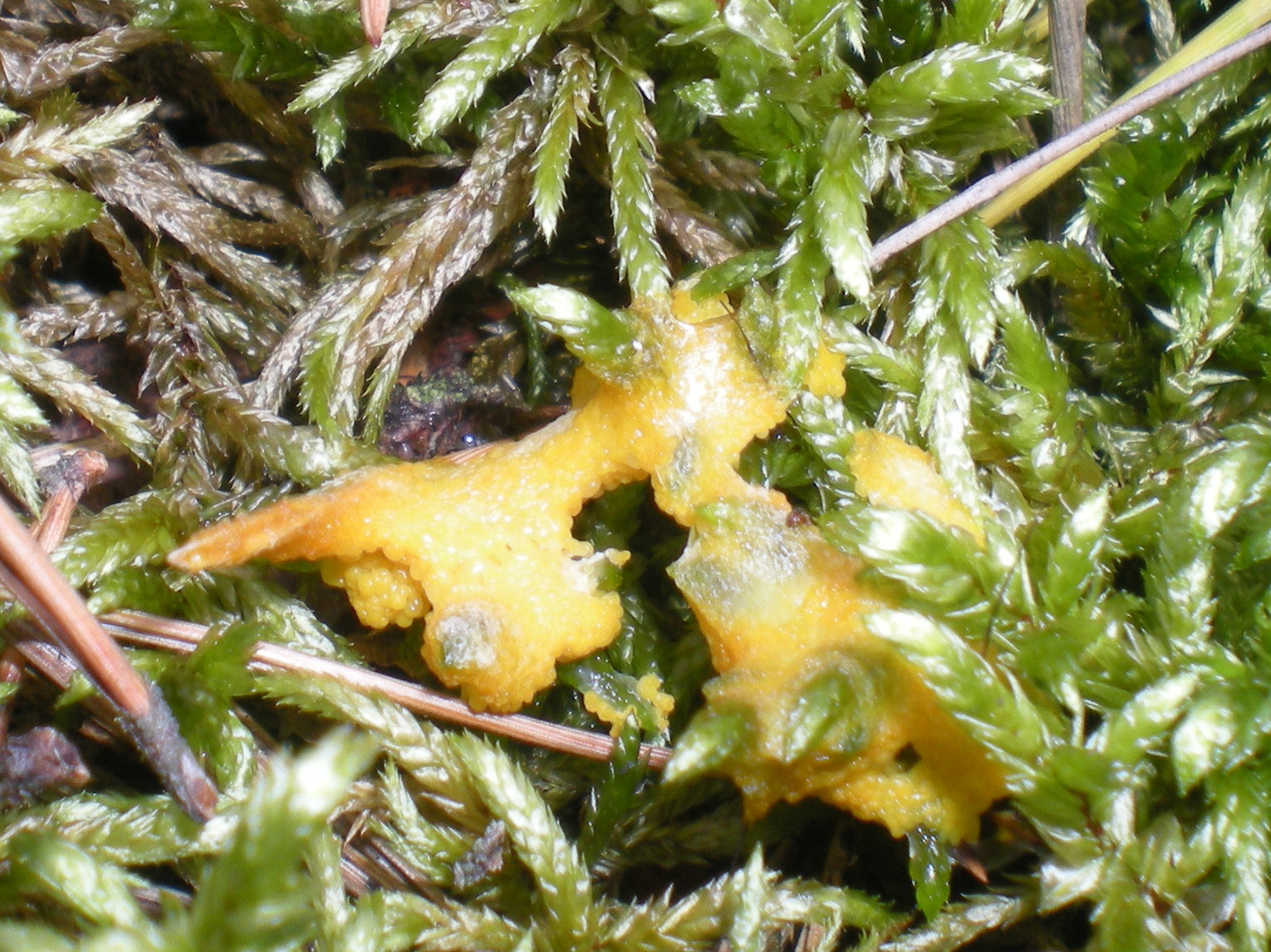
Wykwit piankowaty odmiana typowa: Fuligo septica var. septica śluźnia wytwarzająca zrosłozarodnię

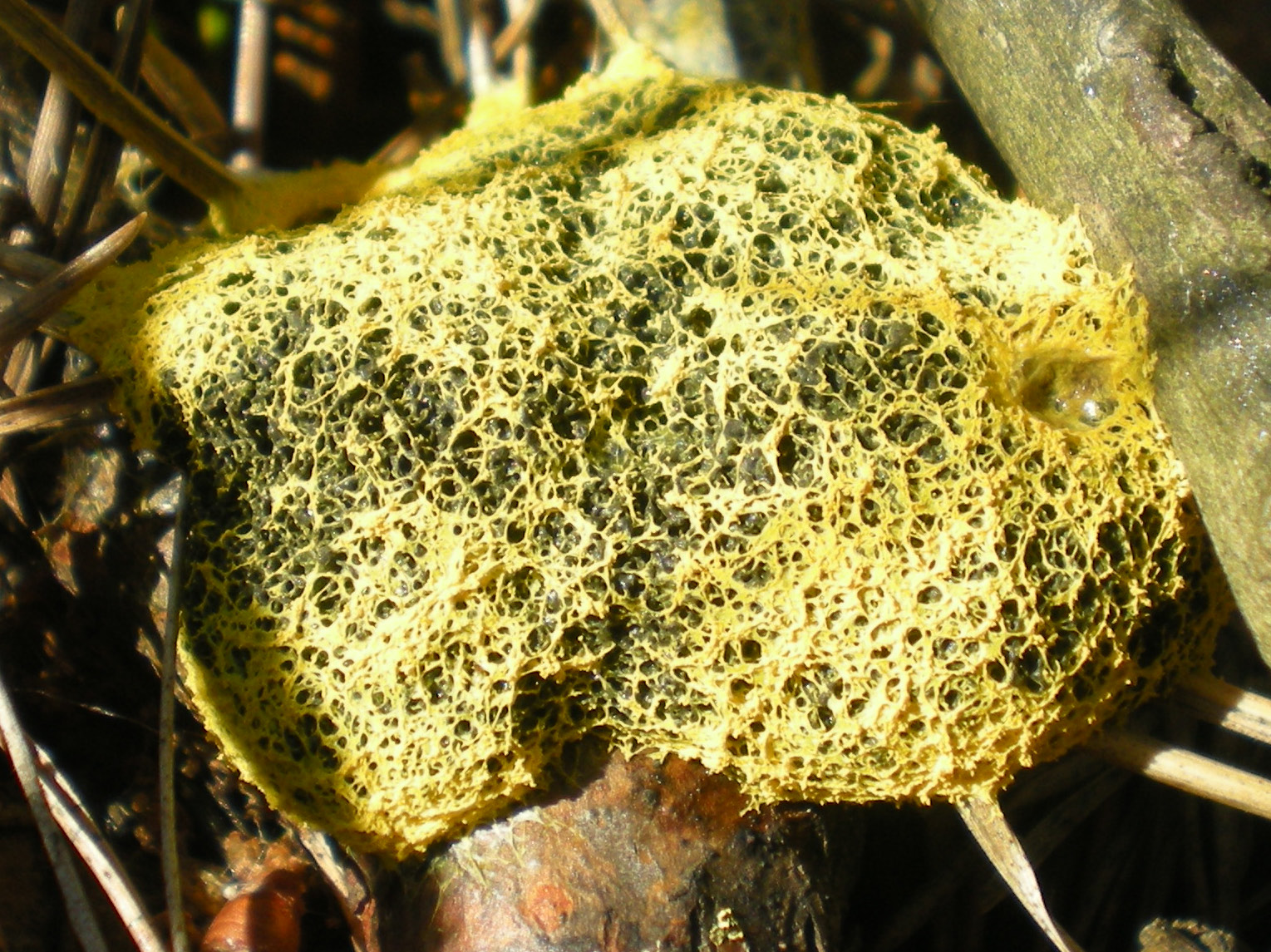
Wykwit piankowaty odmiana typowa: Fuligo septica var. septica dojrzała zrosłozarodnia

Śluzowce (Myxomycota, Mycetozoa, Myxomycetes, Eumycetozoa) – grupa (ok. 1100 gatunków) organizmów eukariotycznych należąca do Amoebozoa, dawniej zaliczana do grzybów, potem do protistów grzybopodobnych (wraz z lęgniowcami). Z przyczyn historycznych w podręcznikach traktowana jako klasa roślin zarodnikowych, a w szczególności grzybów. Jednak bliższa jest typowo zwierzęcym Protista (pierwotniakom). Wskazuje na to występowanie form ruchomych (myksoameb i myksopełzaków oraz odżywianie się poprzez fagocytozę), dlatego włączane są do supergrupy Amoebozoa, z wyjątkiem łańcuszkorośli (Acrasiomycota = Heterolobosea = Percolozoa), które zalicza się do supergrupy Excavata oraz plazmodioforowców, zaliczanych niegdyś również do glonowców, obecnie do supergrupy Rhizaria.
Cykl życiowy śluzowców obejmuje naprzemienne występowanie dwóch wyraźnie odmiennych stadiów. Pierwsze z nich tworzy wolno żyjąca, jednojądrowa myksameba – u części gatunków zdolna też do przejściowego przekształcenia w pływaka z pojedynczą wicią. Drugie stadium stanowi śluźnia (plasmodium): rozległa, wielojądrowa masa protoplazmy pozbawiona ścian komórkowych, w której przemieszczanie cytoplazmy nadaje całemu organizmowi zdolność pełzania. Ponieważ nie są bezpośrednio spokrewnione ani z roślinami, ani ze zwierzętami, ani nawet z grzybami, niektóre ich cechy przypominają cechy roślin, grzybów albo zwierząt.
Śluzowce są organizmami heterotroficznymi. Żywią się bakteriami, grzybami (nieraz pochłaniają całe owocniki grzybów), pierwotniakami. Ich stadium wegetatywne stanowi wielojądrowa śluźnia, która pełza za pomocą nibynóżek. Śluźnia porusza się w sposób skoordynowany, reaguje na bodźce – wykazuje chemotaksję, fototaksję i termotaksję. Gdy natrafia na pokarm, np. kolonie bakterii, kieruje tam dopływ plazmy i zatrzymuje się do momentu wyczerpania składników pokarmowych. Mają skomplikowany system rozmnażania płciowego, rozmnażają się również przez zarodniki. Ich sporangia nazywane są – podobnie jak nadziemna część ciała niektórych grzybów – owocnikami. U większości gatunków mają charakterystyczną budowę: są niewielkie – przeważnie kilkumilimetrowe, rzadko większe (1–2 cm Lycogala epidendrum), są umieszczone na trzonkach, okryte ścianą, wewnątrz wypełnione włośnią i zarodnikami. Owocniki można spotkać na rozkładającej się materii organicznej, butwiejącym drewnie, w ściółce leśnej, na odchodach zwierząt roślinożernych.

## Systematyka
Według systemu Adla i innych z roku 2012 wyróżniane są następujące klady należące do Myxomycota{:
- Cavosteliida Shadwick i Spiegel w Adl i inni, 2012
- Dictyostelia Lister, 1909
- Myxogastria Macbride, 1899
- Protosporangiida Shadwick i Spiegel w Adl i inni, 2012
- Protosteliida Olive i Stoianovitch, 1966 takson przywrócony przez Shadwick i Spiegel w Adl i inni, 2012

Według Cavalier-Smitha nie ma Myxomycota. Zamiast tego używana jest nazwa Mycetozoa. Należą tutaj następujące rzędy:
- Protostelea
- Myxogastrea
- Dictyostelia

## Wytwarzanie zarodni
W okresie rozrastania śluźnia rozwija się w miejscach wilgotnych i wykazuje chemotaksję dodatnią w kierunku wody. Zwykle występuje w miejscach zacienionych, unika światła (fototaksja ujemna). Gdy przygotowuje się do wytworzenia zarodni, przemieszcza się w miejsca suche na powierzchni podłoża (fototaksja dodatnia), unikając jednak miejsc silnie nasłonecznionych (wyjątkiem jest np. Fuligo septica) – wspina się na gałązki, powierzchnie liści, pnie drzew. Śluźnia może owocować pod wpływem czynników stresujących: wyczerpanie składników pokarmowych, spadek temperatury, zmiany w nasłonecznieniu.
Rodzaje zarodni:
- Pierwoszczowocnia (plasmodiocarpium) – najprostsza forma wytwarzania zarodni; żyłki śluźni pokrywają się ścianą (perydium), tworząc siateczkowatą zarodnię przyrośniętą bezpośrednio do podłoża.
- Zarodnia wolna – tworzące skupiska, lub występujące pojedynczo, okryte własną ścianą. Mogą być siedzące – czyli przyrośnięte bezpośrednio do podłoża lub umieszczone na trzonkach.
- Zrosłozarodnia (aethalium) – grupa zarodni, pokryta wspólną ścianą.
- Pseudozrosłozarodnia (pseudoaethalium) – zarodnie ciasno skupione, ale posiadające oddzielne ściany często zniekształcone pod wpływem wzajemnego ucisku.

## Budowa zarodni
Zarodnia jest pokryta korą (cortex), zwykle jest umieszczona na trzonku (stipes). Dolną część zarodni, która pozostaje na podłożu po jej otwarciu, nazywa się leżnią (hypothallus). Jeśli zarodnia nie posiada trzonka, leżnia przyrasta bezpośrednio do podłoża. Trzonek może wnikać do zarodni lub kończyć się na wysokości leżni. Gdy znajduje się w środku zarodni, nazywa się go podsadą (columella). U większości gatunków zarodnie są wypełnione włośnią (capillitium) – jest to system rurek czy nitek, tworzących siatkę. Włośnia odgrywa rolę przy rozsiewaniu zarodników, co dobrze widać na przykładzie rodzaju Arcyria, gdzie obfita i rozciągliwa włośnia często odrywa się od leżni i przenoszona w sposób bierny rozciąga się na gałązkach, pniach i innych przeszkodach. Włośnia może formować posadę rzekomą (pseudocollumela). Zarodnie otwierają się poprzez proste pękanie, niekiedy posiadają mechanizmy otwierające; po wykruszeniu ściany zarodni może pozostać jej szkielet, nazywany włośnią rzekomą (pseudocapillitium).
Jak wykazały badania, śluzowce w poszukiwaniu pożywienia potrafią przejść przez labirynt.